# Miljökemi
Miljökemi är det vetenskapliga studiet av de komplicerade kemiska processer som sker i naturen.

## Historia
Som vetenskap är miljökemi ett ganska sent påfund som aktualiserades i samband med larmrapporterna om miljöförstöring under 1970-talet. Det räknas traditionellt inte som en gren inom kemin utan har mer betraktats som en tvärvetenskaplig disciplin där olika vetenskapliga grenar, mestadels kemi och biologi men även fysik och geologi, tillämpas på miljön. På senare tid, i takt med att miljöproblemen uppmärksammas, har dock universitet och högskolor världen över startat avdelningar och institutioner för miljökemi inom sina naturvetenskapliga fakulteter.

## Omfattning
Inom miljökemi studeras de naturliga kemiska processer som äger rum i naturen. Speciellt studeras vad som händer med dessa processer då de påverkas av ett miljöfrämmande ämne, till exempel kemikalier i föroreningar, kemikalieutsläpp samt i bekämpningsmedel som används inom jordbruket. Om och i så fall hur dessa ämnen bryts ned i naturen är även av intresse för miljökemisterna. I ett större perspektiv studeras även vad detta har för effekt på växter, djur och människor.
Även vad som händer med processer vid förhöjd koncentration av ett naturligt ämne är av intresse inom miljökemi. Till exempel så påverkar koldioxid atmosfären så att växthuseffekten ökar vilket leder till stora klimatförändringar.